# Veveriță marsupială
Veverița marsupială (Petaurus breviceps) este un mamifer de mici dimensiuni, originar din estul și nordul Australiei, Noua Guinee, Arhipelagul Bismarck, fiind introdus și în Tasmania. De 20 de ani, aceste animale au fost adoptate pe post de animale de companie.
Măsoară între 16 și 21 cm în lungime, corpul terminându-se cu o coadă stufoasă. Se hrănește cu miere, dulceață și fructe dulci, în general.